# Федерико Пелузо
Федерико Пелузо (на италиански: Federico Peluso) е италиански професионален футболист играещ като защитник в отбора на Сасуоло. Роден е на 20 януари 1984 година в Рим, Италия. На 8 март 2009 прави своя дебют в Серия А срещу отбора на Милан, а на 25 октомври вкарва първия си гол срещу Парма. През 2013 година печели първата си титла в Серия А с отбора на Ювентус.

## Успехи
Аталанта
- 'Серия Б (1) – 2011

Ювентус
- Серия А (2) – 2013, 2014
- Суперкупа на Италия (1) – 2013